# Ludo Coeck
Ludovic Coeck, meglio conosciuto come Ludo Coeck (Berchem, 25 settembre 1955 – Edegem, 9 ottobre 1985), è stato un calciatore belga, di ruolo centrocampista.

## Biografia
Il 7 ottobre 1985, dopo essere stato ospite ad una trasmissione televisiva, rimase vittima di un fatale incidente d'auto nei pressi di Rumst, tra Anversa e Bruxelles. Le numerose fratture e il trauma cranico ne causarono la morte clinica, e Coeck si spense due giorni dopo alla clinica dell'Università di Anversa, ad Edegem.

## Caratteristiche tecniche
Giocò soprattutto come centrocampista centrale, ma anche come mezz'ala sinistra. Iniziò la sua carriera giocando come centravanti ed era soprannominato Boom Boom perché capace di scagliare violentissimi tiri dalla lunga distanza.

## Carriera

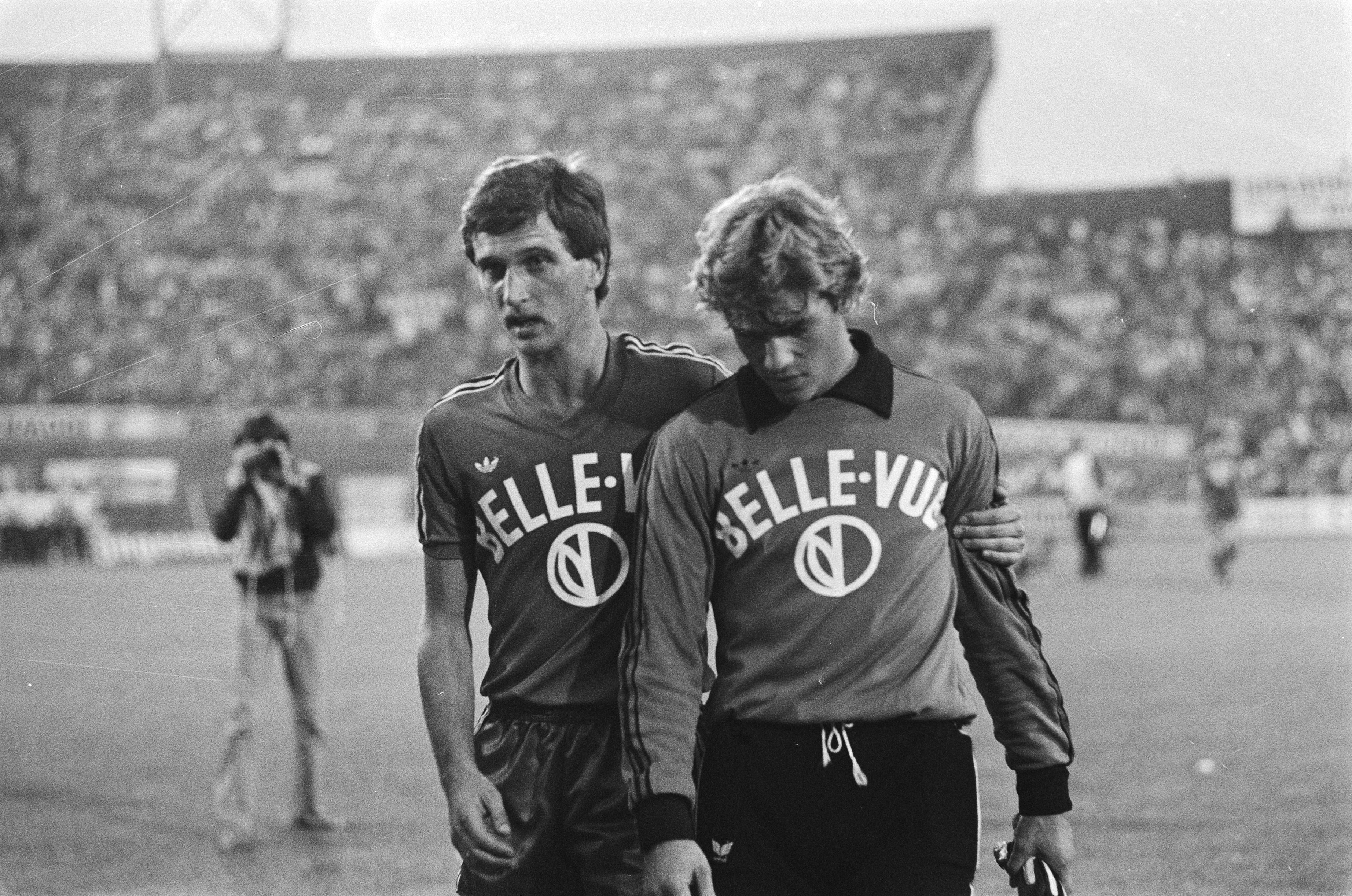
Coeck (a sinistra) all'Anderlecht nel 1978, mentre esce dal campo assieme al portiere Munaron.

Cresciuto nelle giovanili della squadra della sua città natale, il Berchem, all'età di diciassette anni si trasferì al prestigioso club belga dell'Anderlecht, di cui divenne quasi immediatamente un punto di riferimento, tanto da diventare titolare della propria nazionale a 19 anni non ancora compiuti. In otto anni vince due scudetti, tre coppe del Belgio, due Coppe delle Coppe, una Coppa UEFA e due Supercoppe Europee.
Nell'estate del 1983 passò per 2 miliardi di lire all'Inter che, rimasta scottata dal mancato acquisto di Paulo Roberto Falcão, vinse la concorrenza del Milan. La sua esperienza a Milano fu condizionata da una serie di infortuni: già nel precampionato si procurò uno stiramento muscolare in un'amichevole col Livorno; ebbe poi una distorsione alla caviglia col Parma in Coppa Italia e una botta al costato con l'Udinese in campionato.
Dopo un altro problema alla caviglia, che Coeck lamentò durante la partita Belgio-Svizzera valevole per la qualificazione agli Europei,  i dirigenti nerazzurri decisero di liberarsi del calciatore. Nel 1984 passò all'Ascoli dove venne accolto in modo trionfale dal pubblico marchigiano, ma il riacutizzarsi dell'ennesimo infortunio patito durante il pre-campionato costrinse la società a rescindere il contratto prima ancora dell'inizio del campionato.
Coeck tornò quindi in Belgio per curarsi (gli era stata diagnosticata, nel frattempo, un'anomalia all'anca) e rimase inattivo quasi un anno prima di accasarsi con il RWD Molenbeek. Ma nel mese di ottobre del 1985 un incidente stradale mise fine prematuramente alla sua vita. Ha collezionato 46 presenze con la nazionale belga, partecipando anche ai mondiali di Spagna nel 1982 (segnando un bellissimo gol contro El Salvador) e agli europei francesi nel 1984.

## Statistiche

### Cronologia presenze e reti in nazionale
| Cronologia completa delle presenze e delle reti in nazionale ― Belgio | Cronologia completa delle presenze e delle reti in nazionale ― Belgio | Cronologia completa delle presenze e delle reti in nazionale ― Belgio | Cronologia completa delle presenze e delle reti in nazionale ― Belgio | Cronologia completa delle presenze e delle reti in nazionale ― Belgio | Cronologia completa delle presenze e delle reti in nazionale ― Belgio | Cronologia completa delle presenze e delle reti in nazionale ― Belgio | Cronologia completa delle presenze e delle reti in nazionale ― Belgio |
| Data                                                                  | Città                                                                 | In casa                                                               | Risultato                                                             | Ospiti                                                                | Competizione                                                          | Reti                                                                  | Note                                                                  |
| --------------------------------------------------------------------- | --------------------------------------------------------------------- | --------------------------------------------------------------------- | --------------------------------------------------------------------- | --------------------------------------------------------------------- | --------------------------------------------------------------------- | --------------------------------------------------------------------- | --------------------------------------------------------------------- |
| 8-9-1974                                                              | Reykjavík                                                             | Islanda                                                               | 0 – 2                                                                 | Belgio                                                                | Qual. Euro 1976                                                       | -                                                                     |                                                                       |
| 30-4-1975                                                             | Anversa                                                               | Belgio                                                                | 1 – 0                                                                 | Paesi Bassi                                                           | Amichevole                                                            | -                                                                     |                                                                       |
| 6-9-1975                                                              | Liegi                                                                 | Belgio                                                                | 1 – 0                                                                 | Islanda                                                               | Qual. Euro 1976                                                       | -                                                                     |                                                                       |
| 27-9-1975                                                             | Bruxelles                                                             | Belgio                                                                | 1 – 2                                                                 | Germania Est                                                          | Qual. Euro 1976                                                       | -                                                                     |                                                                       |
| 15-11-1975                                                            | Parigi                                                                | Francia                                                               | 0 – 0                                                                 | Belgio                                                                | Qual. Euro 1976                                                       | -                                                                     |                                                                       |
| 25-4-1976                                                             | Rotterdam                                                             | Paesi Bassi                                                           | 1 – 0                                                                 | Belgio                                                                | Qual. Euro 1976                                                       | -                                                                     |                                                                       |
| 5-9-1976                                                              | Reykjavík                                                             | Islanda                                                               | 0 – 1                                                                 | Belgio                                                                | Qual. Mondiali 1978                                                   | -                                                                     |                                                                       |
| 10-11-1976                                                            | Liegi                                                                 | Belgio                                                                | 2 – 0                                                                 | Irlanda del Nord                                                      | Qual. Mondiali 1978                                                   | -                                                                     |                                                                       |
| 26-1-1977                                                             | Roma                                                                  | Italia                                                                | 2 – 1                                                                 | Belgio                                                                | Amichevole                                                            | -                                                                     |                                                                       |
| 26-3-1977                                                             | Anversa                                                               | Belgio                                                                | 0 – 2                                                                 | Paesi Bassi                                                           | Qual. Mondiali 1978                                                   | -                                                                     |                                                                       |
| 26-10-1977                                                            | Amsterdam                                                             | Paesi Bassi                                                           | 1 – 0                                                                 | Belgio                                                                | Qual. Mondiali 1978                                                   | -                                                                     |                                                                       |
| 16-11-1977                                                            | Belfast                                                               | Irlanda del Nord                                                      | 3 – 0                                                                 | Belgio                                                                | Qual. Mondiali 1978                                                   | -                                                                     |                                                                       |
| 21-12-1977                                                            | Liegi                                                                 | Belgio                                                                | 0 – 1                                                                 | Italia                                                                | Amichevole                                                            | -                                                                     |                                                                       |
| 22-3-1978                                                             | Charleroi                                                             | Belgio                                                                | 1 – 0                                                                 | Austria                                                               | Amichevole                                                            | -                                                                     |                                                                       |
| 19-4-1978                                                             | Magdeburgo                                                            | Germania Est                                                          | 0 – 0                                                                 | Belgio                                                                | Amichevole                                                            | -                                                                     |                                                                       |
| 20-9-1978                                                             | Lokeren                                                               | Belgio                                                                | 1 – 1                                                                 | Norvegia                                                              | Qual. Euro 1980                                                       | -                                                                     |                                                                       |
| 11-10-1978                                                            | Lisbona                                                               | Portogallo                                                            | 1 – 1                                                                 | Belgio                                                                | Qual. Euro 1980                                                       | -                                                                     |                                                                       |
| 15-11-1978                                                            | Tel Aviv                                                              | Israele                                                               | 1 – 0                                                                 | Belgio                                                                | Amichevole                                                            | -                                                                     |                                                                       |
| 18-3-1980                                                             | Bruxelles                                                             | Belgio                                                                | 2 – 0                                                                 | Uruguay                                                               | Amichevole                                                            | -                                                                     |                                                                       |
| 2-4-1980                                                              | Bruxelles                                                             | Belgio                                                                | 2 – 1                                                                 | Polonia                                                               | Amichevole                                                            | 1                                                                     |                                                                       |
| 15-10-1980                                                            | Dublino                                                               | Irlanda                                                               | 1 – 1                                                                 | Belgio                                                                | Qual. Mondiali 1982                                                   | -                                                                     |                                                                       |
| 19-11-1980                                                            | Bruxelles                                                             | Belgio                                                                | 1 – 0                                                                 | Paesi Bassi                                                           | Qual. Mondiali 1982                                                   | -                                                                     |                                                                       |
| 21-12-1980                                                            | Nicosia                                                               | Cipro                                                                 | 0 – 2                                                                 | Belgio                                                                | Qual. Mondiali 1982                                                   | -                                                                     |                                                                       |
| 18-2-1981                                                             | Bruxelles                                                             | Belgio                                                                | 3 – 2                                                                 | Cipro                                                                 | Qual. Mondiali 1982                                                   | -                                                                     |                                                                       |
| 25-3-1981                                                             | Bruxelles                                                             | Belgio                                                                | 1 – 0                                                                 | Irlanda                                                               | Qual. Mondiali 1982                                                   | -                                                                     |                                                                       |
| 9-9-1981                                                              | Bruxelles                                                             | Belgio                                                                | 2 – 0                                                                 | Francia                                                               | Qual. Mondiali 1982                                                   | -                                                                     |                                                                       |
| 24-3-1982                                                             | Bruxelles                                                             | Belgio                                                                | 4 – 1                                                                 | Romania                                                               | Amichevole                                                            | -                                                                     |                                                                       |
| 28-4-1982                                                             | Bruxelles                                                             | Belgio                                                                | 0 – 1                                                                 | Bulgaria                                                              | Amichevole                                                            | -                                                                     |                                                                       |
| 27-5-1982                                                             | Copenaghen                                                            | Danimarca                                                             | 1 – 0                                                                 | Belgio                                                                | Amichevole                                                            | -                                                                     |                                                                       |
| 13-6-1982                                                             | Barcellona                                                            | Argentina                                                             | 0 – 1                                                                 | Belgio                                                                | Mondiali 1982 - 1º turno                                              | -                                                                     |                                                                       |
| 19-6-1982                                                             | Elche                                                                 | Belgio                                                                | 1 – 0                                                                 | El Salvador                                                           | Mondiali 1982 - 1º turno                                              | 1                                                                     |                                                                       |
| 22-6-1982                                                             | Elche                                                                 | Belgio                                                                | 1 – 1                                                                 | Ungheria                                                              | Mondiali 1982 - 1º turno                                              | -                                                                     |                                                                       |
| 28-6-1982                                                             | Barcellona                                                            | Belgio                                                                | 0 – 3                                                                 | Polonia                                                               | Mondiali 1982 - 2º turno                                              | -                                                                     |                                                                       |
| 1-7-1982                                                              | Barcellona                                                            | Belgio                                                                | 0 – 1                                                                 | Unione Sovietica                                                      | Mondiali 1982 - 2º turno                                              | -                                                                     |                                                                       |
| 22-9-1982                                                             | Monaco di Baviera                                                     | Germania Ovest                                                        | 0 – 0                                                                 | Belgio                                                                | Amichevole                                                            | -                                                                     |                                                                       |
| 6-10-1982                                                             | Bruxelles                                                             | Belgio                                                                | 3 – 0                                                                 | Svizzera                                                              | Qual. Euro 1984                                                       | 1                                                                     |                                                                       |
| 15-12-1982                                                            | Bruxelles                                                             | Belgio                                                                | 3 – 2                                                                 | Scozia                                                                | Qual. Euro 1984                                                       | -                                                                     |                                                                       |
| 30-3-1983                                                             | Lipsia                                                                | Germania Est                                                          | 1 – 2                                                                 | Belgio                                                                | Qual. Euro 1984                                                       | -                                                                     |                                                                       |
| 27-4-1983                                                             | Bruxelles                                                             | Belgio                                                                | 2 – 1                                                                 | Germania Est                                                          | Qual. Euro 1984                                                       | 1                                                                     |                                                                       |
| 31-5-1983                                                             | Lussemburgo                                                           | Belgio                                                                | 1 – 1                                                                 | Francia                                                               | Amichevole                                                            | -                                                                     | [ 5 ]                                                                 |
| 21-9-1983                                                             | Bruxelles                                                             | Belgio                                                                | 1 – 1                                                                 | Paesi Bassi                                                           | Amichevole                                                            | -                                                                     |                                                                       |
| 12-10-1983                                                            | Glasgow                                                               | Scozia                                                                | 1 – 1                                                                 | Belgio                                                                | Qual. Euro 1984                                                       | -                                                                     |                                                                       |
| 9-11-1983                                                             | Berna                                                                 | Svizzera                                                              | 3 – 1                                                                 | Belgio                                                                | Qual. Euro 1984                                                       | -                                                                     |                                                                       |
| 6-6-1984                                                              | Bruxelles                                                             | Belgio                                                                | 2 – 2                                                                 | Ungheria                                                              | Amichevole                                                            | -                                                                     | cap.                                                                  |
| 16-6-1984                                                             | Nantes                                                                | Francia                                                               | 5 – 0                                                                 | Belgio                                                                | Euro 1984 - 1º turno                                                  | -                                                                     |                                                                       |
| 19-6-1984                                                             | Strasburgo                                                            | Belgio                                                                | 2 – 3                                                                 | Danimarca                                                             | Euro 1984 - 1º turno                                                  | -                                                                     |                                                                       |
| Totale                                                                |                                                                       | Presenze                                                              | 46                                                                    |                                                                       | Reti                                                                  | 4                                                                     |                                                                       |

## Palmarès

### Club

#### Competizioni nazionali
- Coppa del Belgio: 3

Anderlecht: 1972-1973, 1974-1975, 1975-1976
- Campionato belga: 2

Anderlecht: 1973-1974, 1980-1981

#### Competizioni internazionali
- Coppa delle Coppe: 2

Anderlecht: 1975-1976, 1977-1978
- Supercoppa UEFA: 2

Anderlecht: 1976, 1978
- Coppa UEFA: 1

Anderlecht: 1982-1983